# Nassau (Lahn)
Nassau (Lahn) este un oraș din landul Renania-Palatinat, Germania.

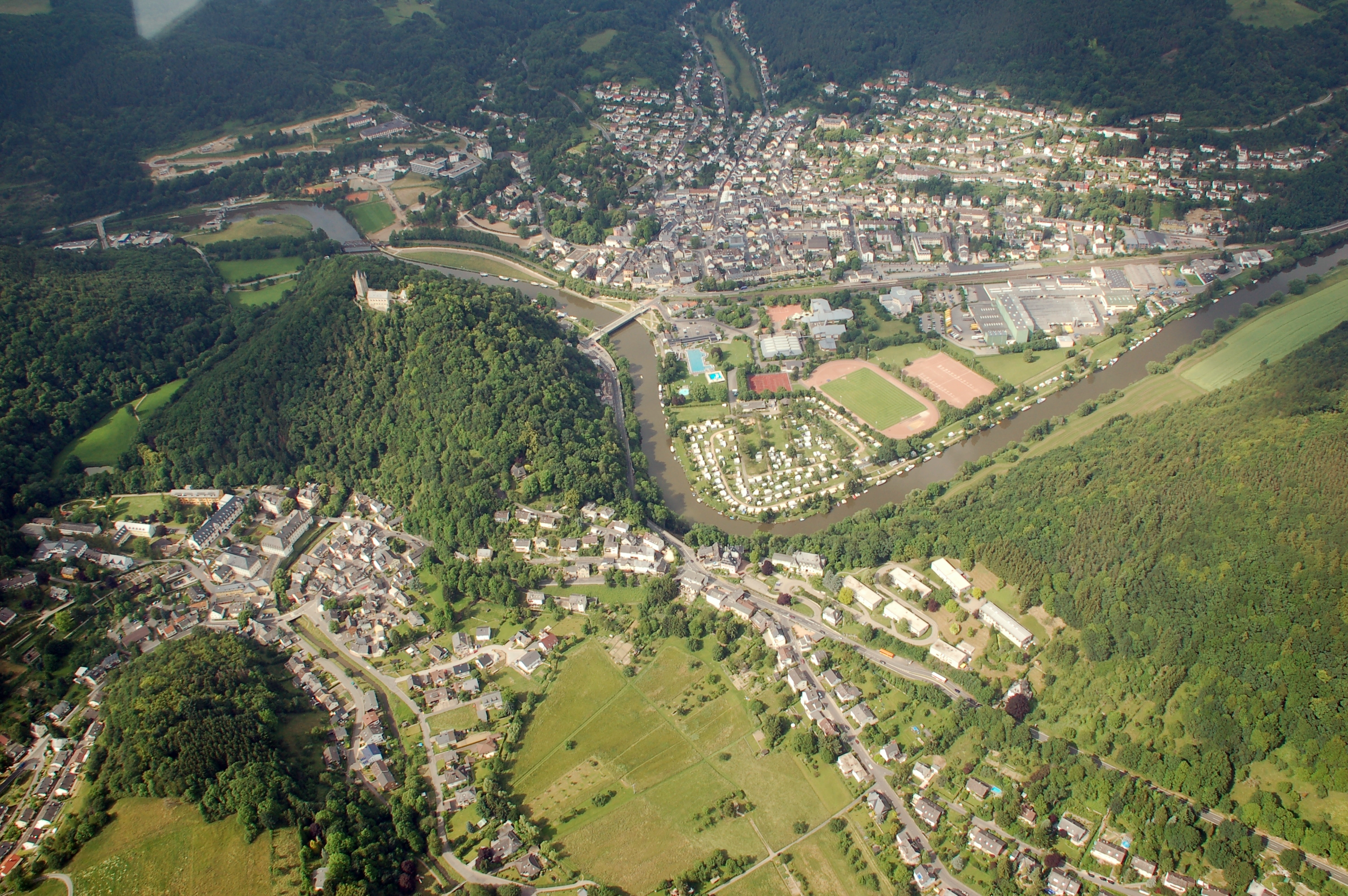
Vedere din avion, 2007